# Audiofilo
Un audiofilo è una persona interessata alla riproduzione sonora ad alta fedeltà.
L'audiofilo valuta tutti gli stadi della riproduzione acustica mediante sistemi elettronici e elettroacustici: la iniziale registrazione sonora, il processo di produzione e la riproduzione che solitamente avviene in ambito domestico.
Il fine ultimo dell'audiofilo è la ricerca del suono prodotto naturalmente e riprodurlo il più fedelmente possibile in ambito domestico. È consolidato il fatto che sia estremamente difficile se non del tutto impossibile raggiungere tale fine.
Il termine hi-fi si riferisce a sistemi audio utilizzati da audiofili per raggiungere risultati il più realistici possibile. Le componenti vengono definite "high-end" quando sono di alta fascia e tendono ad avere pochi compromessi di realizzazione. In entrambi i casi includono giradischi, convertitori digitali analogici, equalizzatori, preamplificatori e amplificatori (sia a stato solido che a valvole), diffusori che possono essere realizzati con trasduttori dinamici a cupola, a cono, o piatti, oppure con trasduttori isodinamici, o con driver con caricamento a tromba, e/o mediante pannelli elettroacustici (diffusori elettrostatici senza parti elettrodinamiche o magnetiche), o ancora ibridi; cuffie, e trattamento acustico dell'ambiente. Possono completare accessori come gli stabilizzatori di tensione-corrente, gli accumulatori, i clamp a gravità o a molla o magnetici per i giradischi analogici, etc.

## Audiofilia
Con il termine Audiofilia s'intende la materia che studia il miglioramento della musica riprodotta da apparecchiature elettroniche in ambiente domestico. La sorgente del suono può essere qualunque purché consenta alta qualità di riproduzione, dal disco in vinile al compact disc o al DVD Audio o al SACD, dal nastro magnetico agli streaming lossless, dai file audio alle track dei registratori digitali di alto livello.
Tale proponimento avviene con l'utilizzo di apparecchiature atte a riprodurre un evento sonoro nella migliore forma possibile.
Lo scopo dell'audiofilo è l'ottenimento della riproduzione di un evento sonoro quanto più reale possibile, attraverso la combinazione di vari apparecchi, secondo criteri che passano dall'empirismo all'utilizzo di sofisticati sistemi di misura (o entrambi) a seconda delle scuole di pensiero.
I componenti di una classica catena audio hi-fi possono spaziare dall'analogico al digitale ed essere composti in svariate maniere, dai music server e i player per musica liquida, alle catene analogiche di vario genere, con sorgenti più disparate.
Per quanto concerne ad esempio la riproduzione analogica con i dischi in vinile sono solitamente questi: il cosiddetto piatto oppure un giradischi integrato, dotato di fonorivelatore, puntina di lettura, braccio del giradischi, pre-pre o trasformatore audio BF (in caso tipicamente di testine MC, spesso presente in impianti hi-end), preamplificatore phono, preamplificatore, finali di potenza, diffusori. Per la riproduzione dei CD viene usato un apparecchio lettore che può essere abbinato ad un convertitore digitale-analogico o può averlo incorporato; questi elementi possono essere tutti di costruttori diversi. Anche i cavi che collegano le varie apparecchiature sono considerati da alcuni appassionati elementi che possono modificare le caratteristiche della riproduzione, sebbene in misura minore rispetto agli altri componenti della catena.Anche sul fronte della cosiddetta musica liquida i fruitori più esigenti in fatto di qualità, hanno a disposizione nuovi sistemi operativi ottimizzati esclusivamente alla gestione dei file audio. È da tenere presente l'enorme importanza dell'ambiente in cui verrà installato l'impianto dato che dovrà adattarsi per caratteristiche alla cubatura ed all'arredamento presente. La grandezza fisica dei diffusori, nonché la pressione acustica erogabile dagli stessi, è in funzione delle dimensioni della stanza in cui si pone l'impianto.
In sostanza l'obiettivo dell'audiofilo è ottenere, tra le proprie mura abitative, un "palcoscenico virtuale" il più simile possibile a quello in cui è stato registrato l'evento sonoro.

## Componenti audio
Un sistema audio consiste in una o più fonti di riproduzione di un segnale elettrico che viene amplificato da uno o più amplificatori e riprodotto elettroacusticamente da due (nel caso di segnale stereo) o più diffusori.
Cavi di segnale (per segnale analogico, per diffusori, per segnale digitale etc.) sono usati per collegare i diversi componenti. Vi sono inoltre diversi accessori, incluso rack, stabilizzatori di tensione-corrente, dispositivi per la riduzione di vibrazioni, pulitori per supporti audio come dischi e nastri, antistatici, pulitori per testine fonografiche, riduttori di riverbero per diffusori e supporti, schiume fono assorbenti e isolanti acustici.
L'interazione tra i diffusori acustici e la stanza (acustica della stanza) gioca un ruolo importante nella riproduzione ad alta fedeltà. Il suono viene riflesso dalle pareti, dal pavimento e dal soffitto, e dagli oggetti contenuti nell'ambiente. Le dimensioni della stanza possono creare onde stazionarie a particolari frequenze (basse). Vi sono materiali e e dispositivi che possono trattare l'acustica ambientale. Materiali soffici come drappi e tappeti possono assorbire alte frequenze mentre materiali rigidi possono creare riverberi.

### Sorgenti

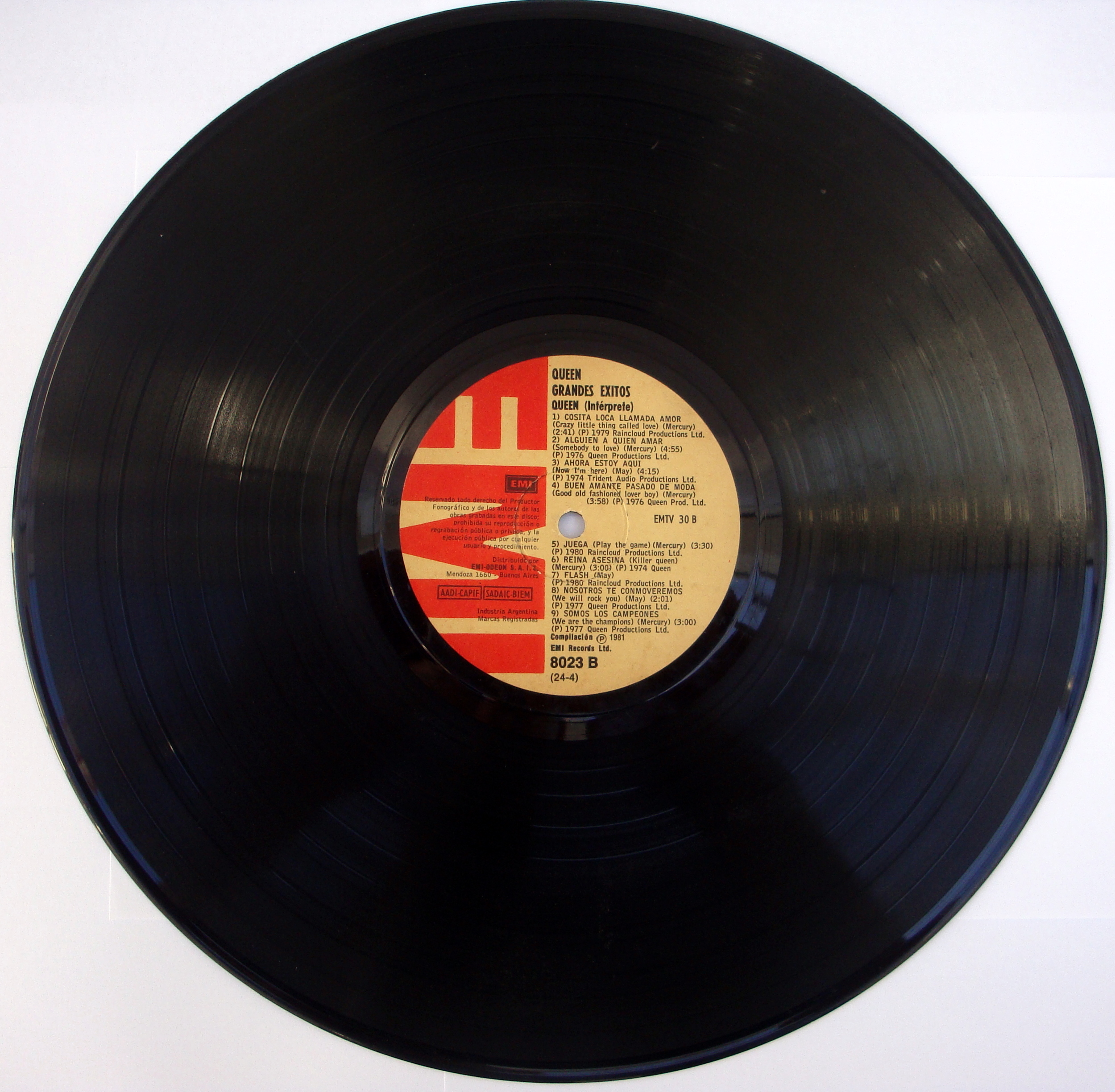
Disco fonografico in vinile

Gli audiofili riproducono il suono da diverse sorgenti generalmente elettriche (elettroniche) come dischi in vinile, compact disc (CD), e file digitali in vari formati (audio file format) decompressi mediante sistemi a compressione dati senza perdite, tipo FLAC, Windows Media Audio 9 Lossless e Apple Lossless (ALAC). Dagli anni '90 del XX secolo il CD ha assunto il ruolo principale come sorgente sonora, soppiantando il disco in vinile. Non di meno, giradischi e cassette audio sono ancora usate, a dispetto della difficoltà di tenere la riproduzione sonora libera da rumori dati dalla presenza di polvere sui supporti o alterazione nel tempo della registrazione sul supporto stesso.
La frequenza di 44.1 kHz in campionamento di un CD, in teoria, restringe i limiti di informazione riproducibile alla frequenza massima udibile dal genere umano che è di 20 kHz, limite di Nyquist. Esistono formati successivi al CD come il DVD-Audio e il Super Audio Compact Disc (SACD), che portano la frequenza di campionamento a 88.2 kHz o 96 kHz e più.
Il segnale CD audio è codificato a 16 bit. Alcuni standard come i formati HDCD codificano a 20 bit e anche 24 bit. Con più bit aumenta l'intervallo dinamico; 20 bit possono portare a un limite teorico di 120 dB.
Lo standard MP3 è un esempio di lossy compression.

### Amplificatori
Un preamplificatore seleziona diverse sorgenti audio (input), amplifica il segnale di bassa intensità (come quello di un giradischi ad esempio), e permette all'utilizzatore di aggiustare il livello del volume. Molti audiofili preferiscono preamplificatori senza controlli di tono. Un amplificatore di potenza (detto "finale") prende il segnale "line-level" audio dal preamplificatore e pilota i diffusori. Un amplificatore integrato combina le due funzioni in un unico apparecchio.
Amplificatori per audiofilia sono generalmente basati su apparecchi elettronici a stato solido (semiconduttori), valvole termoioniche (valvolari), o ibridi con elettronica a semiconduttori e valvole.
Amplificatori dedicati sono spesso usati per pilotare cuffie, in particolar modo quelle ad alta impedenza e/o bassa sensitività, o elettrostatiche.

### Diffusori
La cassa di un diffusore è nota come enclosure. Vi sono diverse tipologie di casse, incluso quelle sigillate (sospensione pneumatica), semi aperte (bass-reflex), linea di trasmissione, baffle infinito, e caricate a tromba.
Gli altoparlanti che producono l'onda sonora sono tweeter, midrange, e woofer. Le tipologie di altoparlanti sono: dinamici, elettrostatici, plasma, a nastro, planari, ionici, e servo attuati. Gli altoparlanti sono fabbricati con diversi materiali come pasta di cellulosa (carta), polipropilene, kevlar, alluminio, magnesio, berillio, e diamantati per deposizione vaporosa.
La direzione e l'intensità dell'uscita di un diffusore, chiamata dispersione o risposta polare, ha effetto sul suono percepito. Vari metodi sono impiegati per controllare la dispersione. Questi metodi includono tipologie monopolari, bipolari, dipolari, a 360°, a tromba, a guida d'onda, e in linea. Queste tipologie si riferiscono al modo di installazione nella cassa del diffusore.
La posizione dei diffusori nella stanza ha influenza sulla riproduzione del suono. L'emissione acustica dei diffusori è influenzata dalla interazione con le pareti della stanza, in particolare sui bassi mentre i trasduttori per alte frequenze sono direzionali, o a "fascio".

### Accessori
Gli audiofili usano una grande varietà di accessori e di tecniche per la messa a punto fine dell'impianto. Questi includono ad esempio filtri per la corrente di alimentazione, rack per l'isolamento dei componenti, cavi speciali di potenza e di segnale, piedini e supporti per i diffusori e dispositivi per il trattamento acustico della stanza.

### Cuffie
Le cuffie sono regolarmente usate dagli audiofili. Ve ne sono di tipi particolarmente costosi, ma generalmente sono più economiche delle casse acustiche. Hanno il vantaggio di non richiedere trattamento acustico della stanza e di non far ascoltare il messaggio sonoro ad altri individui se non all'utilizzatore.

### Progettazione
Per la registrazione audio, la tecnologia digitale offre maggior reiezione del rumore, assenza di click, pop, wow, flutter, effetto Larsen, e rumble, comparato alle registrazione su vinile. Il segnale digitale ha anche generalmente un alto rapporto segnale-rumore, un grande intervallo dinamico, meno distorsione armonica totale, e una risposta in frequenza piatta e ampia.
Nell'amplificazione le valvole termoioniche rimangono popolari, anche se meno diffuse dell'elettronica a stato solido. Le valvole hanno generalmente alta distorsione armonica totale, richiedono la polarizzazione, sono meno affidabili, sviluppano calore, sono meno potenti e costano di più. Vi è un dibattito continuo sull'uso della controreazione negativa nella progettazione degli amplificatori.

## Controversie
Vi sono molte controversie sulla componentistica audio hi-end per audiofili; molti asseriscono che il costo elevato non si traduce affatto in effettiva qualità del suono. Per esempio, James Randi, attraverso la sua fondazione One Million Dollar Paranormal Challenge, ha offerto un premio di un milione di US$ a chiunque riesca a dimostrare che dei cavi audio da 7250 $ "sono migliori di un qualunque cavo audio ordinario". Nel 2008, il giornalista Michael Fremer accettò la sfida e disse che Randi declinò. Randi disse che a recedere era stato invece il costruttore di cavi (la Pear Cables).